# BL 8-inch-Schiffsgeschütz Mk VIII
Das BL 8-inch-Schiffsgeschütz Mk VIII war ein britisches Seegeschütz der Royal Navy.
Es wurde 1923 entworfen und 1927 in Dienst gestellt.

## Technik
Die Mk VIII-Geschütze hatten eine maximale Reichweite von 28 Kilometern und die Mündungsgeschwindigkeit betrug 855 Meter pro Sekunde. Ein Geschoss der SAPC-Ausführung (englisch Semi Armour Piecing, Capped‚ Panzersprenggranate mit Hartmetallkappe) wog 116 kg und war 91,4 cm lang. Die Schussfrequenz lag bei fünf Schüssen pro Minute. Die Sprengladung wog je nach Typ bei SAPC 5,2 kg und bei HE (englisch high explosive, Sprenggranate mit Kopf- oder Bodenzünder, nicht panzerbrechend) etwa 10 kg, die Treibladungen bestanden aus jeweils 30 kg schwarzpulverähnlichem SC 205. Die Magazine hatten bei der Ausführung für die County-Klasse eine Kapazität von 125 bis 150 Granaten. Der Arbeitsdruck betrug rund 3,23 t pro cm2.

## Geschichte
Das Geschütz wurde 1923 als Hauptgeschütz für die Kreuzer nach dem Washingtoner Flottenabkommen geplant, da das Wettrüsten an Schiffen dieses Typs unmittelbar danach eingesetzt hatte. Der Grund für den verstärkten Bau von Kreuzern war, dass das Flottenabkommen nur wenige Bedingungen stellte. Diese waren lediglich die Begrenzung der Tonnage auf 10.000 ts und eine Begrenzung des Hauptkalibers auf maximal 20,3 cm. Ersetzt wurde das Mk VIII nach drei Jahren als Standardwaffe britischer Kreuzer im Jahr 1930 durch das 6 inch Mk XXIII-Geschütz, welches bis 1985 in Dienst blieb, da man dieses wegen seiner kürzeren Nachladezeit bevorzugte.

## Verwendungen
Das Mk VIII diente als Hauptbewaffnung der County-Klasse und war von 1927 bis 1930 die Standardwaffe britischer Kreuzer.

### Kent-Klasse
- Kent 8 Stück in 4 Doppeltürmen Mk I

### London-Klasse
- London 8 Stück in 4 Doppeltürmen Mk I

### Norfolk-Klasse
- Dorsetshire 8 Stück in 4 Doppeltürmen Mk II[2]

### York-Klasse
- Exeter 6 Stück in 3 Doppeltürmen Mk II
- York 6 Stück in 3 Doppeltürmen Mk II

Des Weiteren wurden noch 8 Stück des Mk VIII auf der Australia in 4 Doppeltürmen Mk II verbaut.